# Gowarczów (gmina)
Pour l’article homonyme, voir Gowarczów.
La gmina de Gowarczów est une commune rurale de la voïvodie de Sainte-Croix et du powiat de Końskie. Elle s'étend sur 101,98 km2 et comptait 4 738 habitants en 2018. Son siège est le village de Gowarczów qui se situe à environ 9 kilomètres au nord de Końskie et à 46 kilomètres au nord de Kielce.

## Villages
La gmina de Gowarczów comprend les villages et localités de Bębnów, Bernów, Borowiec, Brzeźnica, Giełzów, Gowarczów, Kamienna Wola, Komaszyce, Korytków, Kupimierz, Kurzacze, Miłaków, Morzywół, Rogówek, Ruda Białaczowska et Skrzyszów.

## Gminy voisines
La gmina de Gowarczów est voisine des gminy de Białaczów, Gielniów, Końskie, Opoczno et Przysucha.